# Francisco Antonio Javier de Gardoqui Arriquíbar
Francisco Antonio Javier de Gardoqui Arriquíbar (ur. 9 października 1747 w Bilbao, zm. 27 stycznia 1820 w Rzymie) – hiszpański kardynał.

## Życiorys
Urodził się 9 października 1747 roku w Bilbao, jako syn Joségo Ignacia de Gardoqui y Mezety i Maríi Simony de Arriquíbar y Mezcorty. Studiował w Valladolid, gdzie uzyskał doktorat utroque iure. 1 czerwca 1776 roku przyjął święcenia kapłańskie. Następnie został audytorem Roty Rzymskiej i wziął udział w negocjacjach pokoju w Amiens. 8 marca 1816 roku został kreowany kardynałem prezbiterem i otrzymał kościół tytularny Sant’Anastasia. Zmarł 27 stycznia 1820 roku w Rzymie.